# G.B. van Goor & Zonen Uitgeversmaatschappij
G.B. van Goor & Zonen Uitgeversmaatschappij is een van Nederlands oudste nog bestaande uitgeverijen.
Gerrit Benjamin van Goor (Buren, 1816 - Gouda, 1871) begon in 1839 in Gouda een boekhandel en drukkerij. Hij gaf boeken uit over diverse onderwerpen, maar het bedrijf had in de loop der jaren het meeste succes met de uitgaven die op de educatieve markt gericht waren, onder meer schoolwoordenboeken van Kramers en andere schoolboeken. Ook jeugdliteratuur was een belangrijk onderdeel. Vooral de woordenboeken waren zijn troetelkinderen; hij zorgde voor een ordentelijke typografie en  een bijdetijdse uitgave; nieuwe woorden kregen al snel een plaats in een volgende druk. Geconstateerde onjuistheden en verouderde termen werden vlot verwijderd, in tijden van loodgietseldruk een kostbare aangelegenheid.
Dat de zaken goed liepen is wel af te leiden uit het feit dat Benjamin van Goor in 1869 intrek kon nemen in Huis Van Strijen, een van de grootste stadspaleizen van Gouda. 
Na het overlijden van de oprichter werd de zaak overgenomen door zijn zoons Dirk Lulius van Goor en Jacob Meinhard Noothoven van Goor. Zij verkochten de boekhandel, breidden de uitgeversactiviteiten uit en verhuisden de zaak naar Den Haag. Zoals vele Nederlandse uitgeverijen openden ze ook een vestiging in Batavia in het toenmalige Nederlands-Indië.
De uitgeverij is in de jaren 70 van de 20e eeuw overgenomen door uitgeverij  Het Spectrum, maar de naam leeft nog steeds voort als een in kinderboeken en jeugdliteratuur gespecialiseerd imprint.

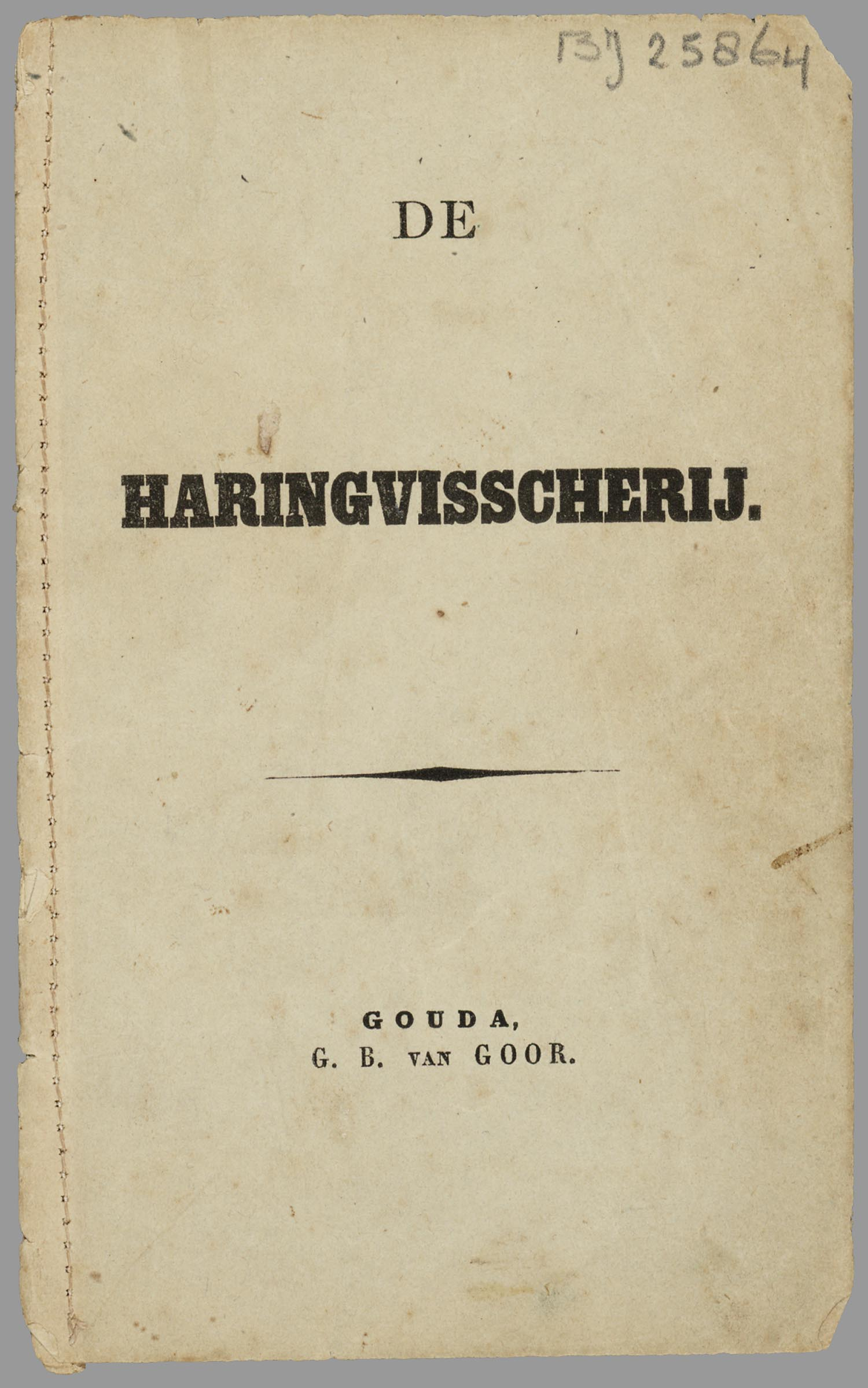
De haringvisscherij (184X)
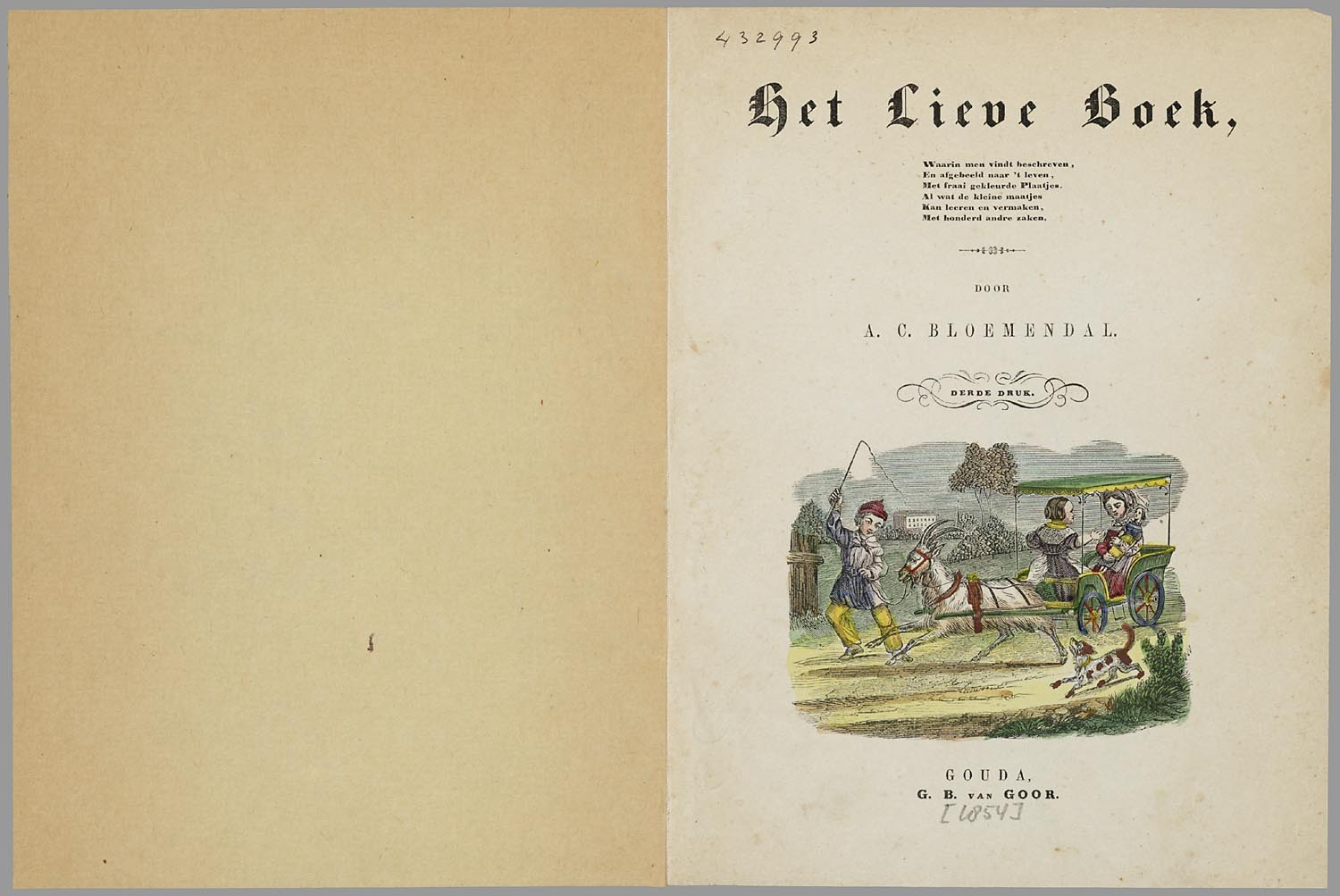
Het lieve boek - waarin men vindt beschreven en afgebeeld naar 't leven (185X)
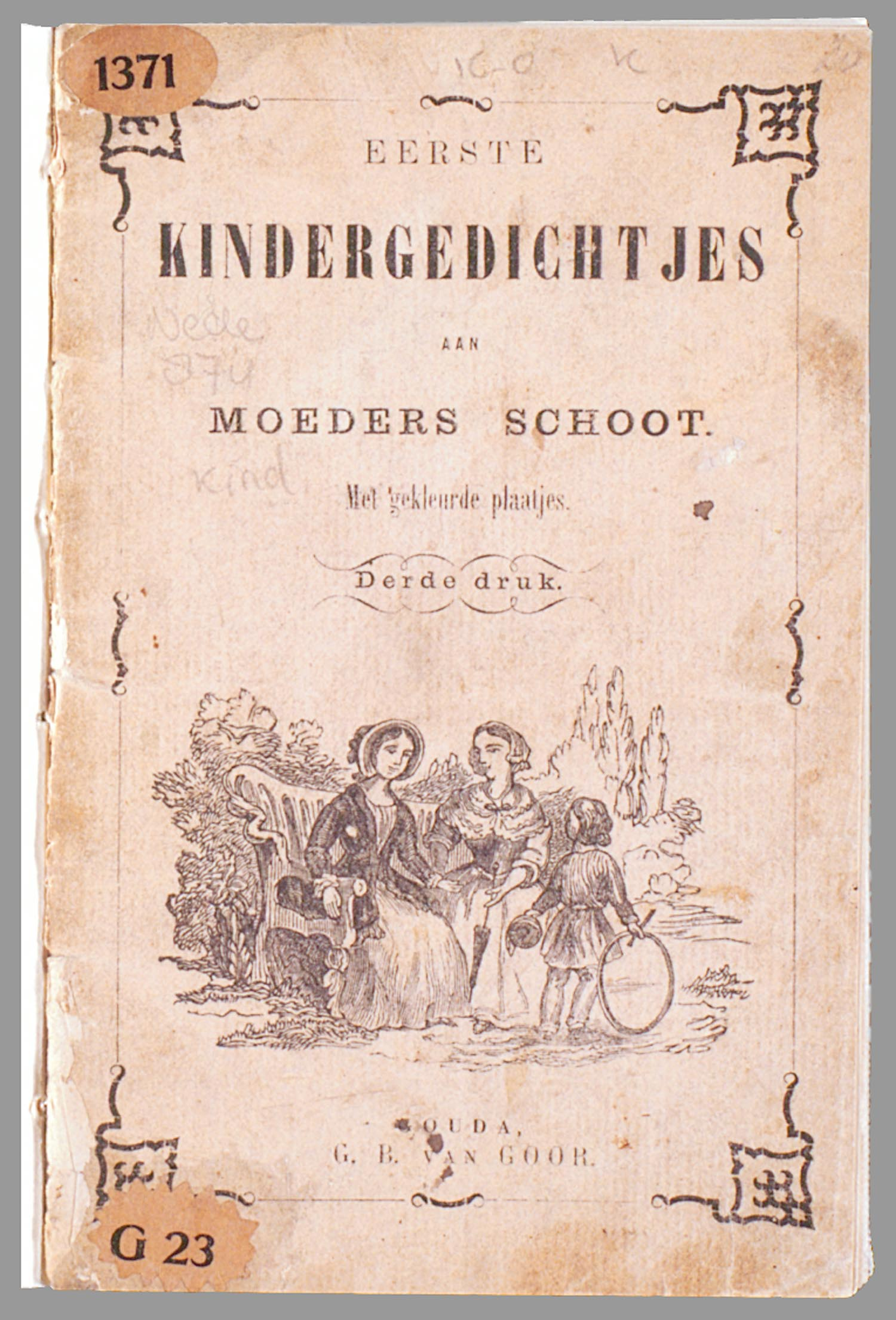
Eerste kindergedichtjes aan moeders schoot (185X)
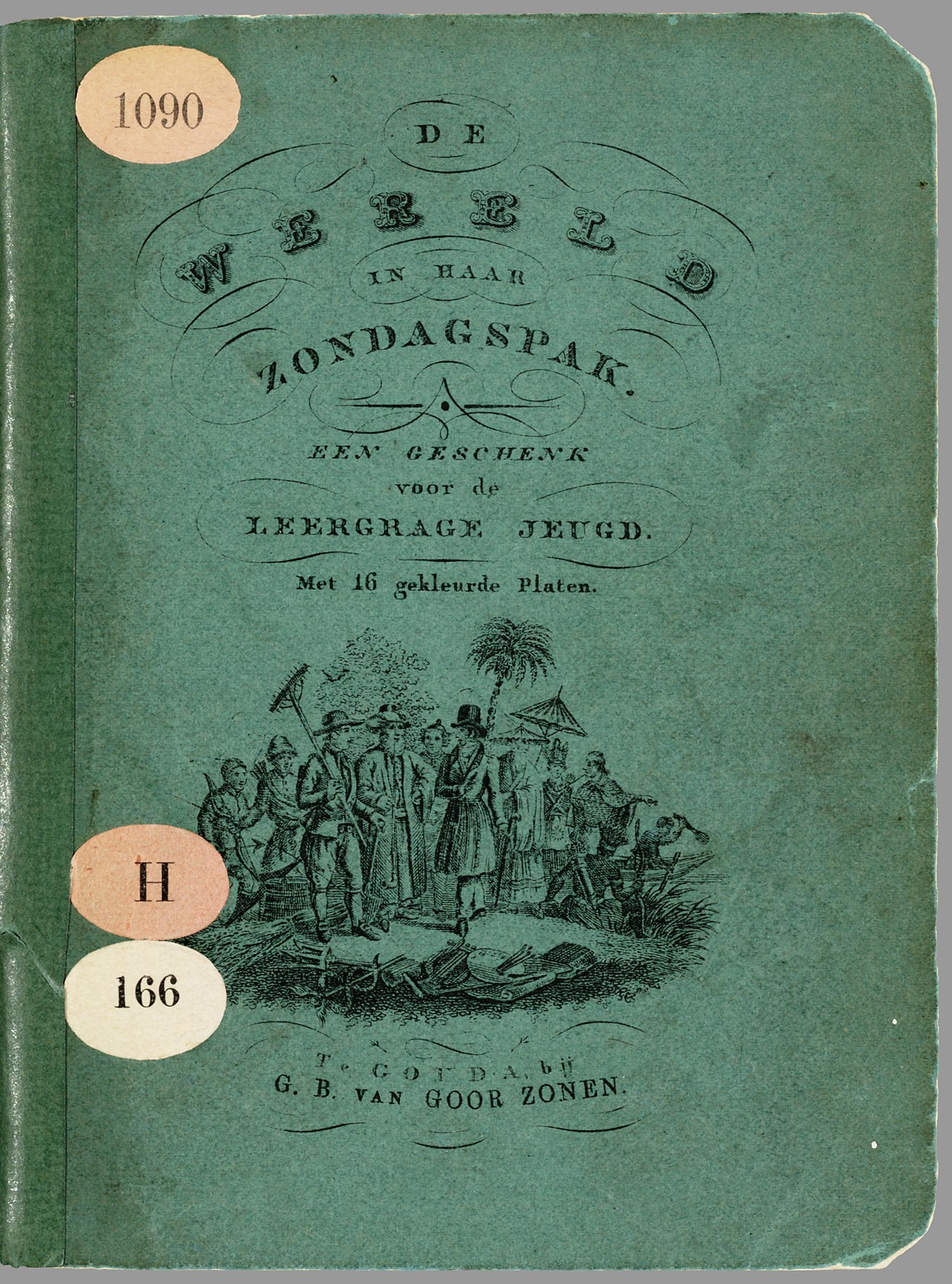
De wereld in haar Zondagspak (1870)